# دار الجزيرة للنشر
دار الجزيرة للنشر أو مؤسسة الجزيرة للنشر أو شركة الجزيرة للنشر هي شركة إماراتية تأسست في عام 1992 في لندن لإنتاج محتوى للمغتربين المقيمين في الخليج العربي (أي أولئك من المنطقة المعروفة باسم الجزيرة العربية) المقيمين في المملكة المتحدة. حُلت المؤسسة في نيسان 2011 بعد بيع أصولها الرئيسة إلى منظمات إعلامية إقليمية بما في ذلك شبكة الجزيرة الإعلامية ونور ميديا وإم بي سي.
وعلى الرغم من تشابه الأسماء، فإن مؤسسة الجزيرة للنشر لا تربطها أي علاقات أو انتماء مع شبكة الجزيرة الإعلامية، المؤسسة الإعلامية الشهيرة القطرية.

## مجلة الجزيرة
أصدرت دار الجزيرة للنشر أول مجلة شهرية في عام 1992 تحت اسم الجزيرة العربية. منذ بدايتها وحتى عام 1993، كانت المجلة تصدر عن جماعات المعارضة الشيعية المنفية في لندن. ومنذ ذلك الحين اعتمدت نسخة مختصرة من الاسم ببساطة مجلة الجزيرة .
وقد اُختُصر العنوان بعد استثمار خارجي من شركة استثمارية سعودية. وكانت مؤسسة الجزيرة للنشر شديدة الانتقاد لسجلات الحكومة السعودية في مجال حقوق الإنسان، ونشرت عددًا من التقارير الانتقادية في أعوام 1993 و1994 و1995.
وقد ساهمت هذه التقارير المتعلقة بحقوق الإنسان في تعزيز مكانة قناة الجزيرة العربية على مسرح الشرق الأوسط. وقد استخدمت مقتطفات من هذه التقارير في تقرير منظمة هيومن رايتس ووتش الذي نُشر عام 1993، وكذلك في تقرير مركز البحوث والمعلومات الإسلامية.
منذ عام 1996 لم تعد هناك قصص معادية للسعودية تظهر في أي من عناوين نشر الجزيرة، بل يبدو أن الاهتمام قد تحول ضد العائلة الحاكمة القطرية من خلال سلسلة من المقالات العدائية مثل "مصر تعتقل أميرًا قطريًا بسبب سباق سيارات غير قانوني"، و"أمير قطري مدان بإساءة معاملة الفتيات"،  و"أول كنيسة في قطر المسلمة معرضة لرد فعل عنيف"  و"قطر تمول مركزًا رياضيًا في إسرائيل".

## تاريخ مجلة الجزيرة
حتى مارس 2011، كان موقع aljazeera.com موقعًا إلكترونيًا باللغة الإنجليزية لمجلة الجزيرة، والتي لم تكن مرتبطة بقناة الجزيرة الفضائية العربية والجزيرة الإنجليزية؛ حيث كانت الأخيرة تدير مواقع إلكترونية باللغتين العربية (www.aljazeera.net) والإنجليزية (english.aljazeera.net). ولم يكن لها علاقة أيضًا بصحيفة الجزيرة السعودية. وفقًا لألكسا، كان عدد الزوار لموقع aljazeera.com أقل مقارنةً بموقع aljazeera.net. وكان الموقع الإلكتروني السابق تديره مؤسسة الجزيرة للنشر، التي وصفت بأنها "مؤسسة إعلامية مستقلة".

## نزاع على اسم النطاق
في عام 2005، حاولت شبكة الجزيرة الإعلامية المالكة لقناة الجزيرة الإنجليزية الحصول على اسم النطاق aljazeera.com  لكنها فشلت.
وفي قرار اللجنة الإدارية، وجد مركز التحكيم والوساطة التابع للويبو أن القناة التلفزيونية رفعت الإجراءات بسوء نية ووجد أنها أساءت استخدام الإجراءات الإدارية.
اعتبارًا من عام 2006، كتب موقع الجزيرة دوت كوم على صفحته "حول" ما يلي :
ملاحظة هامة: لا ترتبط مؤسسة الجزيرة للنشر وموقع الجزيرة.كوم بأي من المنظمات التالية:
1. صحيفة الجزيرة ، الرياض، المملكة العربية السعودية، وموقعها الإلكتروني al-jazirah.com
2. قناة الجزيرة الفضائية وموقعها الإلكتروني aljazeera.net.
3. مركز الجزيرة للإعلام وموقعه الإلكتروني هو aljazeerah.info
تتبرأ مؤسسة الجزيرة للنشر من آراء ووجهات نظر وبرامج هذه العناوين. " 
إن الآراء التي يقدمها موقع Aljazeera.com كثيراً ما تُنسب خطأً إلى قناة الجزيرة التلفزيونية، بما في ذلك حالة واحدة انتقدت فيها صحيفة التايمز القناة في عمودها الرئيس استناداً إلى المواد المنشورة على موقع Aljazeera.com، والتي اعتذرت عنها الصحيفة في وقت لاحق. ويبدو التوجه التحريري للمجلة مختلفا بشكل ملحوظ عن التوجه التحريري لقناة الجزيرة، حيث أن الأولى أكثر انتقادا للسياسة الأميركية والإسرائيلية من الثانية.
في نيسان 2011، تم توجيه النطاق aljazeera.com إلى قناة الجزيرة الإنجليزية، وتم تحديث ملكية النطاق المدرجة في سجلات WHOIS من دار الجزيرة للنشر إلى شبكة الجزيرة الإعلامية. في وقت الشراء، كانت هناك صفحة بسيطة تحمل عبارة "الانتقال إلى الدوحة"، مما دفع بعض القراء القدامى إلى الشك في البداية في وجود عملية اختراق للموقع. لم يتم الإعلان عن أي تفاصيل عامة بشأن شراء النطاق من قبل أي من الطرفين.

## محتويات الموقع
تم تنظيم المحتوى على موقع الجزيرة السابق حسب القسم. كانت الأقسام التالية موجودة:

### أخبار الشرق الأوسط
احتوت أخبار الشرق الأوسط على أحدث الأخبار العاجلة في الشرق الأوسط. واتهم عدد من قصصهم بالتحيز ضد إسرائيل وأوروبا والولايات المتحدة ، وحتى ضد دول أميركا اللاتينية، مثل المكسيك والبرازيل. غالبًا ما كانت المقالات الإخبارية تحتوي على اقتباسات معاد صياغتها من منافذ إخبارية مألوفة مثل وكالة أسوشيتد برس وهيئة الإذاعة البريطانية (BBC).

### مقالات المراجعة
تحتوي "مقالات المراجعة" على مقالات أطول حول الأحداث الأخيرة. كان الموقف التحريري للمجلة معارضاً بشدة لحرب العراق ، وكانت المقالات عادة ما تتضمن إدانات قوية للتدخل الأميركي في الشرق الأوسط، كما اتُهمت في الدول الغربية بأنها غالبًا ما تعكس معاداة الصهيونية في وصفها لدولة إسرائيل. وقد وثَّقت إحدى المقالات (بعنوان "أحدث الأكاذيب الأميركية: العراقيون يقتلون العراقيين") أن العنف الطائفي الذي يحدث في العراق كان مدعومًا من عملاء وكالة المخابرات المركزية الأميركية والموساد: "لقد كان "اجتثاث البعث" الذي قامت به الولايات المتحدة في العراق هو الذي سمح في نهاية المطاف بظهور فرق الموت الحالية، المدعومة من قبل عملاء الولايات المتحدة والموساد".[بحاجة لمصدر]

### دعونا نتحدث
"دعونا نتحدث" كان قسمًا استضافه الدكتور كريم بن جبار والشيخة ساجدة. أرسل القراء أسئلة أو مواضيع للمناقشة، والتي تم نشرها وفقًا لتقدير الموقع. وقد أثارت نظريات ساجدة (مثل فكرة أن اختطاف الغربيين في العراق تم على يد عملاء الولايات المتحدة)  جدلًا حادًّا في كثير من الأحيان.

### تعليقات القراء
يمكن للقراء ترك تعليقاتهم في جميع المجالات باستثناء قسم نظريات المؤامرة. من الممكن تقييم هذه التعليقات من "ممتاز" إلى "سيئ للغاية" حسب تقدير القراء.

## إسلام أون لاين.كوم (IslamOnline.com)
إلى جانب مجلة الجزيرة، تنتج الجزيرة للنشر موقع IslamOnline.com ، وهو موقع إسلامي على الإنترنت باللغة الإنجليزية . منذ عام 1998، كانت مؤسسة الجزيرة للنشر متورطة في نزاع مع موقع إسلام أون لاين.نت. بحسب موقع whois ، تم تسجيل اسم النطاق Islamonline.net بعد IslamOnline.com. يعتبر موقع IslamOnline.net أكثر شهرة بكثير بناءً على إحصائيات Alexa. تملك مؤسسة الجزيرة للنشر حقوق العلامة التجارية لموقع إسلام أون لاين في أوروبا.

## حل مؤسسة الجزيرة للنشر في آذار 2011
في مارس 2011 استحوذت شبكة الجزيرة الإعلامية على موقع Aljazeera.com. كما تم بيع العناوين الرقمية الرئيسة الأخرى لشركة الجزيرة للنشر، بما في ذلك IslamOnline.com، وalJazeera Jobs، و alJazeera Capital ، ككيانات فردية منفصلة.